# غلامحسین
غلامحسین نام افراد زیر است:
- استاد غلام حسین، موسیقی‌دان اهل افغانستان
- غلامحسین محسنی اژه‌ای
- غلامحسین اسماعیلی
- غلامحسین مظلومی
- غلامحسین کرباسچی
- غلامحسین ساعدی